# Archipel San Bernardo
Pour les articles homonymes, voir San Bernardo.

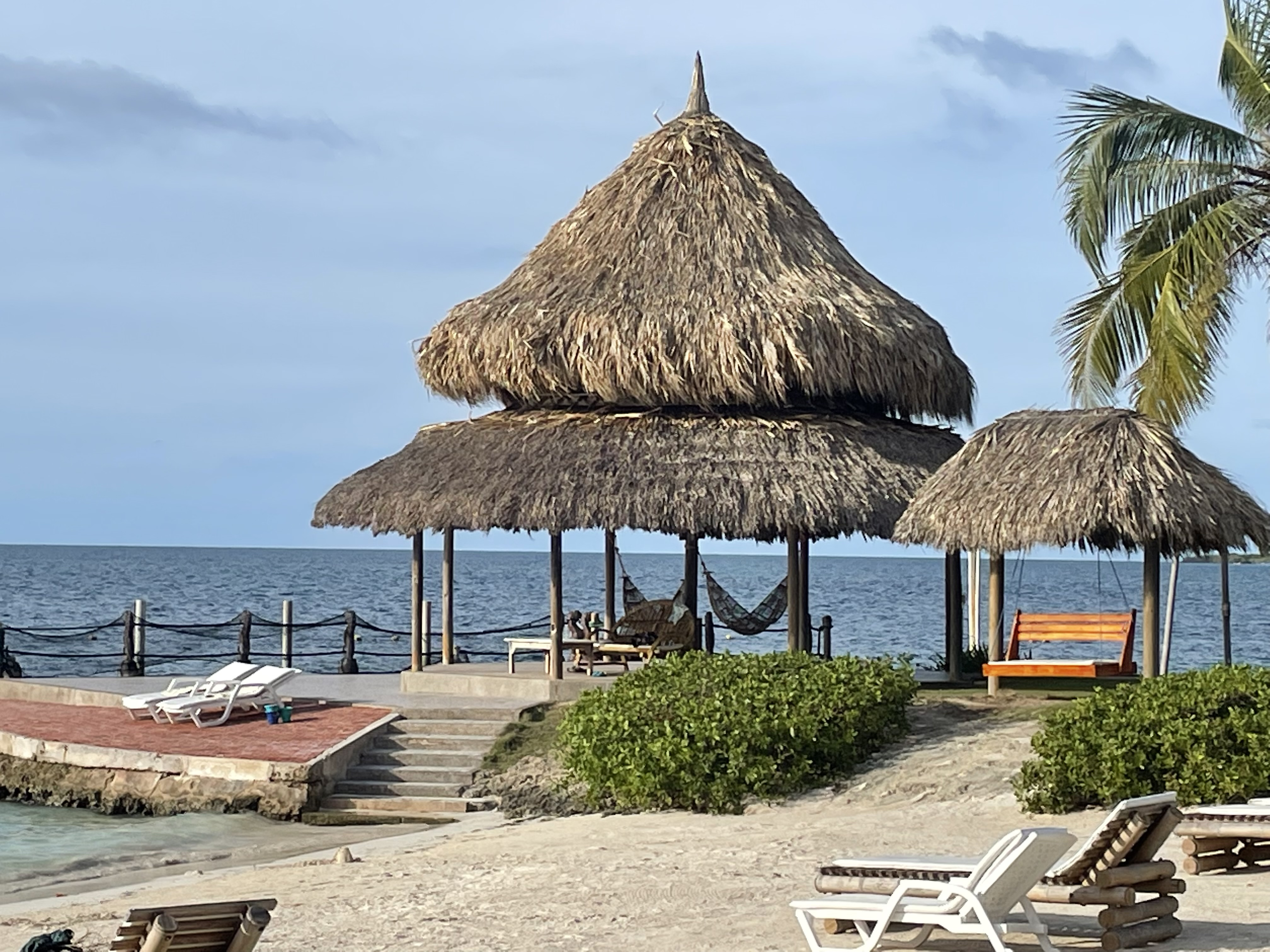
Espace de détente d'un hôtel sur l'île Mucura. Août 2021

L’archipel de San Bernardo est un ensemble de 10 îles côtières appartenant à la Colombie, situées dans le golfe de Morrosquillo en mer des Caraïbes, avec une superficie approximative de 213,3 Km2. L'île principale, Tintipán, se trouve à 17 km au nord-ouest de la côte.

## Îles
L'archipel comprend les îles Boquerón (en), Palma (en), Panda (en), Mangle (en), Ceycén (es), Cabruna (es), Tintipán, Maravilla (es) et Múcura (en) ainsi qu'un îlot artificiel, Santa Cruz del Islote. 

Carte de l'archipel.

## Juridiction
Administrativement, l'archipel est sous la juridiction de la municipalité de Carthagène des Indes,, à l'exception de l'île Boquerón, qui appartient à la municipalité de San Onofre,.

## Protection
Depuis 1996, une partie de l'archipel fait partie du parc national naturel des îles coralliennes du Rosaire et de San Bernardo.